# Nombre 155
El nombre 155 (CLV) és el nombre natural que segueix el nombre 154 i precedeix el nombre 156.
La seva representació binària és 10011011, la representació octal 233 i l'hexadecimal 9B.
La seva factorització en nombres primers és 5×31; altres factoritzacions són 1×155 = 5×31; és un nombre 2-gairebé primer: 5 × 31 = 155.